# Bings Heath
Bings Heath – wieś w Anglii, w hrabstwie Shropshire. Leży 8 km na północny wschód od miasta Shrewsbury i 224 km na północny zachód od Londynu.